# Anisobas kankoensis
Anisobas kankoensis là một loài tò vò trong họ Ichneumonidae.